# ニューハンプシャー州会議事堂

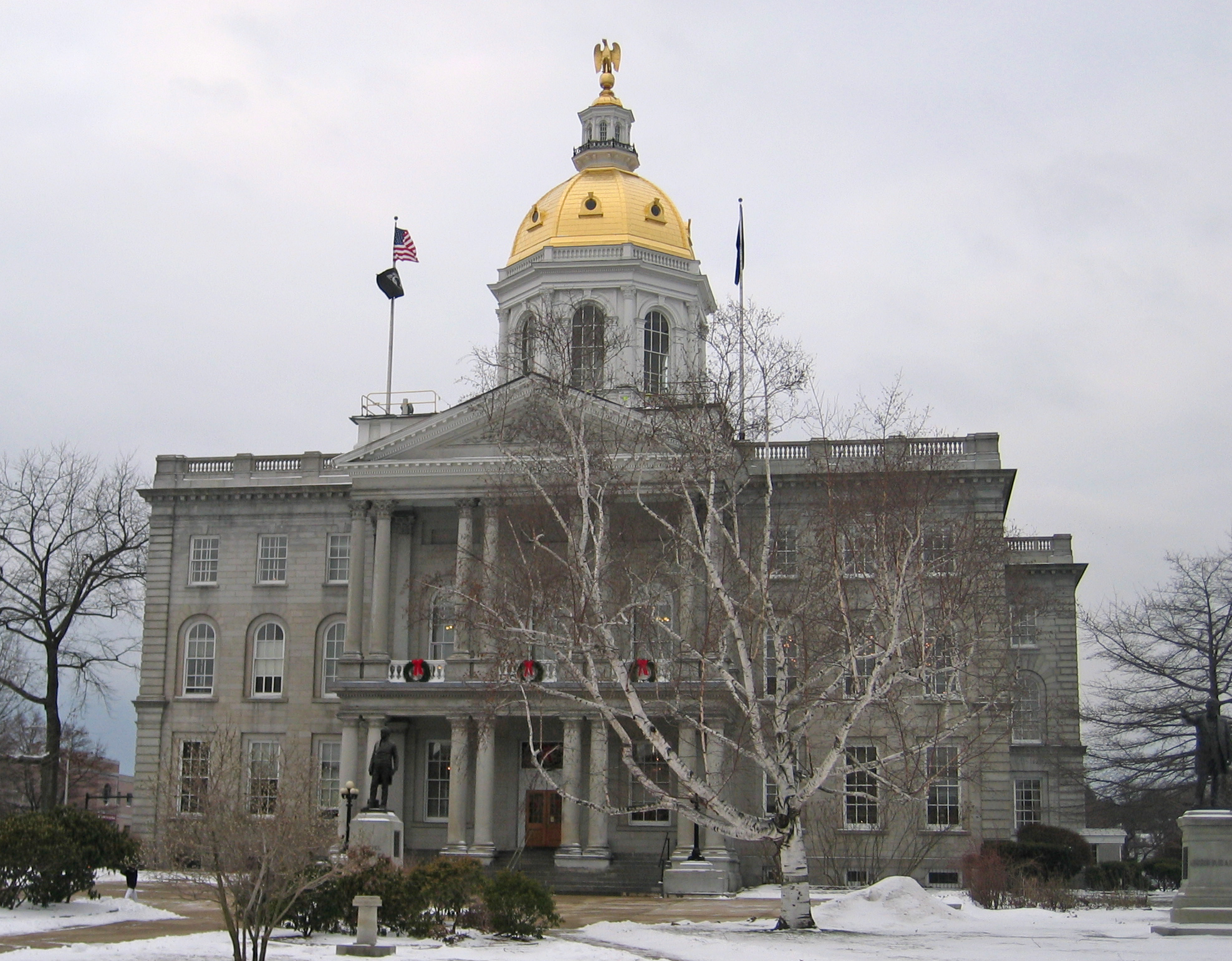
ニューハンプシャー州会議事堂

ニューハンプシャー州会議事堂（ニューハンプシャーしゅうかいぎじどう、New Hampshire State House）は、アメリカ合衆国ニューハンプシャー州の州都コンコードに立地する同州議会の議事堂。ニューハンプシャー州議会の上下両院の議場のほか、ニューハンプシャー知事室、ニューハンプシャー州行政委員会が置かれている。
ニューハンプシャー州会議事堂の現在の庁舎は1814年にコンコード市政府の費用で設計され、1816年から1819年にかけて建築家スチュアート・ジェームズ・パークによって建設された。このギリシア復古様式の庁舎の建材には表面が研磨された御影石が用いられた。入口にはコリント式の柱で支えられたポルチコが被せられている。ポルチコの上部にはコリント式の柱で支えられたペディメントを被せられた、手すり付きのバルコニーが設けられている。3階建ての庁舎の屋上は平らで、その端には2階のバルコニー同様に手すりが設けられている。
庁舎の窓は3階層それぞれで違った形状・大きさになっている。1階と3階の窓は長方形をしているが、2階の窓は上部がアーチ状になっている。また、3階の窓は正方形を2つつなげたような長方形になっており、1階の窓よりも小さく低い。屋上には円筒状の構造の上に金色のドームが被せられ、その上に灯室が設けられている。灯室の上には金色に塗られた木製の鷲の像が立てられている。この鷲の像は1818年に立てられたときには左を向いていたが、1957年に新しい像に変えられ、向きも右向きにされた。もとの木像はニューハンプシャー歴史協会に寄贈された。
2.6エーカー（約10,520m²）の敷地は御影石の柵で囲まれているが、議事堂は「州民の家」とされているため、門は人の出入りを妨げない造りになっている。敷地内にはダニエル・ウェブスター、ジョン・スターク、ジョン・パーカー・ヘイル、フランクリン・ピアースなどの像が立っている。庁舎のステート・ストリート側には、彫刻家ダニエル・チェスター・フレンチと建築家ヘンリー・ベーコンの手による、ジョージ・ハミルトン・パーキンスの記念碑が1902年に立てられた。
正面玄関を入るとマサチューセッツ州会議事堂に倣って設置された、Hall of Flagsと呼ばれる大広間がある。この大広間には米西戦争、南北戦争、第一次世界大戦、第二次世界大戦、およびベトナム戦争で掲げられたニューハンプシャー州の軍旗が飾られている。
24人の議員を抱えるニューハンプシャー州上院は庁舎の北東部に本会議場を置いている。議場の壁には大きなアーチ状の窓が設けられている。演壇の後ろの壁画にはニューハンプシャー州の歴史上重要な出来事が描かれている。また、その左側には順次、ダートマス大学の第1回の卒業式の様子、ダニエル・ウェブスターによるアメリカ合衆国憲法の朗読の様子、アボット・ゼイヤーによる美術講義の様子、独立戦争へのジョン・スタークの出陣準備の様子がそれぞれ描かれた壁画が並んでいる。これらの壁画は1942年にバリー・フォークナーによって描かれたものである。演壇の周りには曲線の机が並んでいる。
ニューハンプシャー州下院の本会議場も上院の本会議場同様に、壁にはアーチ状の窓が並んでいる。演壇にはジョン・パーカー・ヘイル、エイブラハム・リンカーン、ジョージ・ワシントン、フランクリン・ピアース、およびダニエル・ウェブスターの肖像画が飾られている。